# Ball Club (Minnesota)
Ball Club es un lugar designado por el censo ubicado en el condado de Itasca en el estado estadounidense de Minnesota. En el Censo de 2010 tenía una población de 342 habitantes y una densidad poblacional de 47,77 personas por km².

## Geografía
Ball Club se encuentra ubicado en las coordenadas 47°19′52″N 93°56′46″O / 47.33111, -93.94611. Según la Oficina del Censo de los Estados Unidos, Ball Club tiene una superficie total de 7.16 km², de la cual 7.16 km² corresponden a tierra firme y (0%) 0 km² es agua.

## Demografía
Según el censo de 2010, había 342 personas residiendo en Ball Club. La densidad de población era de 47,77 hab./km². De los 342 habitantes, Ball Club estaba compuesto por el 16.67% blancos, el 0% eran afroamericanos, el 80.12% eran amerindios, el 0% eran asiáticos, el 0% eran isleños del Pacífico, el 0.58% eran de otras razas y el 2.63% pertenecían a dos o más razas. Del total de la población el 2.05% eran hispanos o latinos de cualquier raza.